# 미야지마 아키오
미야지마 아키오(일본어: 宮島 昭夫, 1957년 10월 17일 ~ )는 일본의 외교관이다. 2020년부터 주폴란드 특명전권대사를 맡고 있다.

## 인물
이시카와현 출신으로 1981년 와세다 대학 정치경제학부를 졸업하고 같은 해 외무성에 들어갔다. 외무성 북미국 북미1과장, 주대한민국 공사, 유엔 일본정부대표부 공사, 주영국 공사를 거쳐 2014년 7월 16일에 도쿄도 정책기획국 외무장으로 부임했다. 마스조에 요이치 도쿄도 지사는 도쿄도 도시 외교에서의 기본 방침의 기획 입안, 정부와 국내외 관계 기관과의 조정 등을 실시하는 외무직을 신설하여 미야지마를 임명한 것이다. 2016년 2월 2일, 내각부 국제평화협력본부 사무국장을 거쳐 2017년 8월 2일에 주터키 주재 특명전권대사로 내정됐고 그해 9월 9일자로 부임했다. 2020년 10월에는 주폴란드 특명전권대사로 부임했다.

## 주요 경력
- 1980년 10월 : 외무공무원 채용 시험 합격
- 1981년 3월 : 와세다 대학 정치경제학부 정치경제학과 졸업
- 1981년 4월 : 외무성 입성
- 1984년 6월 : 예일 대학교 대학원 석사과정 수료(국제관계론)
- 1999년 7월 : 외무성 구아국 대양주과장
- 2001년 1월 : 외무성 아시아 대양주국 대양주과장
- 2001년 11월 : 외무성 북미국 북미제1과장
- 2003년 8월 : 주대한민국 일본대사관 참사관
- 2005년 1월 : 주대한민국 일본대사관 공사
- 2007년 1월 : 유엔 일본정부대표부 공사
- 2011년 1월 : 대신관방 참사관 겸 종합외교정책국(유엔 담당 대사)
- 2012년 1월 : 대신관방 심의관 겸 종합외교정책국(유엔 담당 대사)
- 2013년 1월 : 대신관방 겸 종합외교정책국장 보좌관(유엔 담당 대사)
- 2013년 2월 : 주영국 일본대사관 공사
- 2014년 2월 : 왕립 국제 문제 연구소 객원 연구원
- 2014년 7월 : 도쿄도 정책기획국 외무장
- 2016년 2월 : 내각부 국제평화협력본부 사무국장
- 2017년 8월 : 주터키 특명전권대사
- 2020년 10월 : 주폴란드 특명전권대사